# Матч за звання чемпіона світу із шахів 1921
Одинадцятий чемпіонат світу з шахів був проведений у Гавані з 18 березня по 28 квітня 1921 року. Претендент Хосе Рауль Капабланка переміг чинного чемпіона Емануеля Ласкера з рахунком 9 — 5 і став третім чемпіоном світу.

## Результати
Згідно з регламентом, матч складався з 24 партій. Шахіст, який набирав 12½ очок, ставав чемпіоном світу. Якщо матч закінчувався з рахунком 12—12, то чемпіон зберігав своє звання. Після 14 партії, програючи в рахунку 9—5, Ласкер визнав свою поразку в матчі.
|                              | 1 | 2 | 3 | 4 | 5 | 6 | 7 | 8 | 9 | 10 | 11 | 12 | 13 | 14 | Перемоги | Рахунок |
| ---------------------------- | - | - | - | - | - | - | - | - | - | -- | -- | -- | -- | -- | -------- | ------- |
| Хосе Рауль Капабланка (Куба) | ½ | ½ | ½ | ½ | 1 | ½ | ½ | ½ | ½ | 1  | 1  | ½  | ½  | 1  | 4        | 9       |
| Емануель Ласкер (Німеччина)  | ½ | ½ | ½ | ½ | 0 | ½ | ½ | ½ | ½ | 0  | 0  | ½  | ½  | 0  | 0        | 5       |